# IC 1196
IC 1196 је спирална галаксија у сазвјежђу Змија која се налази на листи објеката дубоког неба у Индекс каталогу.
Деклинација објекта је + 10° 46' 48" а ректасцензија 16h 7m 58,4s. Привидна величина (магнитуда) објекта IC 1196 износи 13,8 а фотографска магнитуда 14,7. IC 1196 је још познат и под ознакама UGC 10218, MCG 2-41-9, CGCG 79-55, IRAS 16055+1054, PGC 57246.